# Medeja
 Ovo je glavno značenje pojma Medeja. Za druga značenja pogledajte Medeja (razdvojba).
Medeja ili Medija (grč. Μήδεια, Mếdeia; lat. Medea) u grčkoj mitologiji moćna čarobnica; kći kolhidskog kralja Ejeta i njegove žene Ejdije, nećakinja čarobnice Kirke te kasnije žena grčkog junaka Jazona.
Dar vračanja dobila je od božice Hekate, a božice Hera i Atena izabrale su je da pomogne njihovu ljubimcu Jazonu koji je na čelu izabranih grčkih junaka doplovio u Kolhidu po zlatno runo. Da bi od kolhidskog kralja Ejeta dobio dozvolu da uzme zlatno runo, morao je prvo proći opasan test u čemu mu je pomogla Medeja svojim čarobnim moćima.